# Distretto di Chalamarca
Il distretto di Chalamarca è uno dei diciannove distretti  della provincia di Chota, in Perù. Si trova nella regione di Cajamarca e si estende su una superficie di 179,74 chilometri quadrati.

Istituito il 23 maggio 1995, ha per capitale la città di Chalamarca; al censimento 2005 contava 11.617 abitanti.